# Der ungeratene Sohn
Der ungeratene Sohn ist ein französischer Film von 1980 nach einer Erzählung von Daniel Biasini, der von Claude Sautet realisiert wurde.

## Inhalt
Nach fünf Jahren Haft in einem US-amerikanischen Gefängnis wegen Drogenmissbrauchs und Drogenhandels kehrt Bruno Calgagni nach Frankreich zurück. Aufs Neue richtet er sich im Appartement seines Vaters ein, aber herzliche Gefühle zu den Personen von ehedem stellen sich nicht ein.

## Musik
Der erste Teil des elegischen Themas der Filmmusik von Philippe Sarde folgt dem eines bekannten Jazzstandards, wobei die Begleitung in der Manier eines höfischen Schreittanzes angelegt ist. Der zweite Teil des Themas hat lang aushaltende Melodietöne, die von modalen Wendungen in der Harmonisierung unterlegt werden und auf diese Weise eine ein Kind wiegende ähnelnde Bewegung nachahmen. Typisch für die Musik Sardes in den Filmen Sautets ist, dass er über das bloß Abgebildete hinaus einen weiterführenden Kommentar abgibt. Seine Musik hier ist eine Klage über die fehlende Generosität des Vaters im Verhältnis zu seinem Sohn, die zu einem gewissen Teil dem Mangel an Ressourcen im halb-proletarischen, einem dem Hofe fernen Milieu geschuldet ist.
In dem Moment des Films, in dem sich der Blick für den Zuschauer auf den Atlantik öffnet, wechselt Sarde zum strahlenden Tutti. Der Atlantik, La Rochelle und die Île de Ré werden durch Sardes Musik als rettender Fluchtpunkt für die Protagonisten des Films gekennzeichnet. Auch Sautets Bekenntnis, ein amerikanischer Regisseur in Frankreich zu sein, wird hier durch Sarde kongenial hervorgehoben.
Die musikalische Séance des gemeinsamen andächtigen Anhörens einer Langspielplattenaufnahme der Oper La Bohème  beim Buchhändler Adrien Dussart eröffnet für den Helden Bruno die Möglichkeit der Passion douce, einem Leben jenseits der Droge.

## Kritik
film-dienst 6/1983: Geschickt inszeniertes Drama, das eindrucksvoll menschliche Ängste umschreibt. Zwar konventionell und "altmodisch" in der Inszenierung, bewahren die außerordentlichen Darsteller jedoch den Film stets vor schönfärberischer Unverbindlichkeit.

## Auszeichnungen
1981 gewann der Film einen César in der Kategorie Bester Nebendarsteller; Nominierungen gab es in den Kategorien Bester Hauptdarsteller, Beste Regie, Bestes Szenenbild, Bester Ton sowie Beste Nebendarstellerin.